# Zentralfriedhof (Kempten)

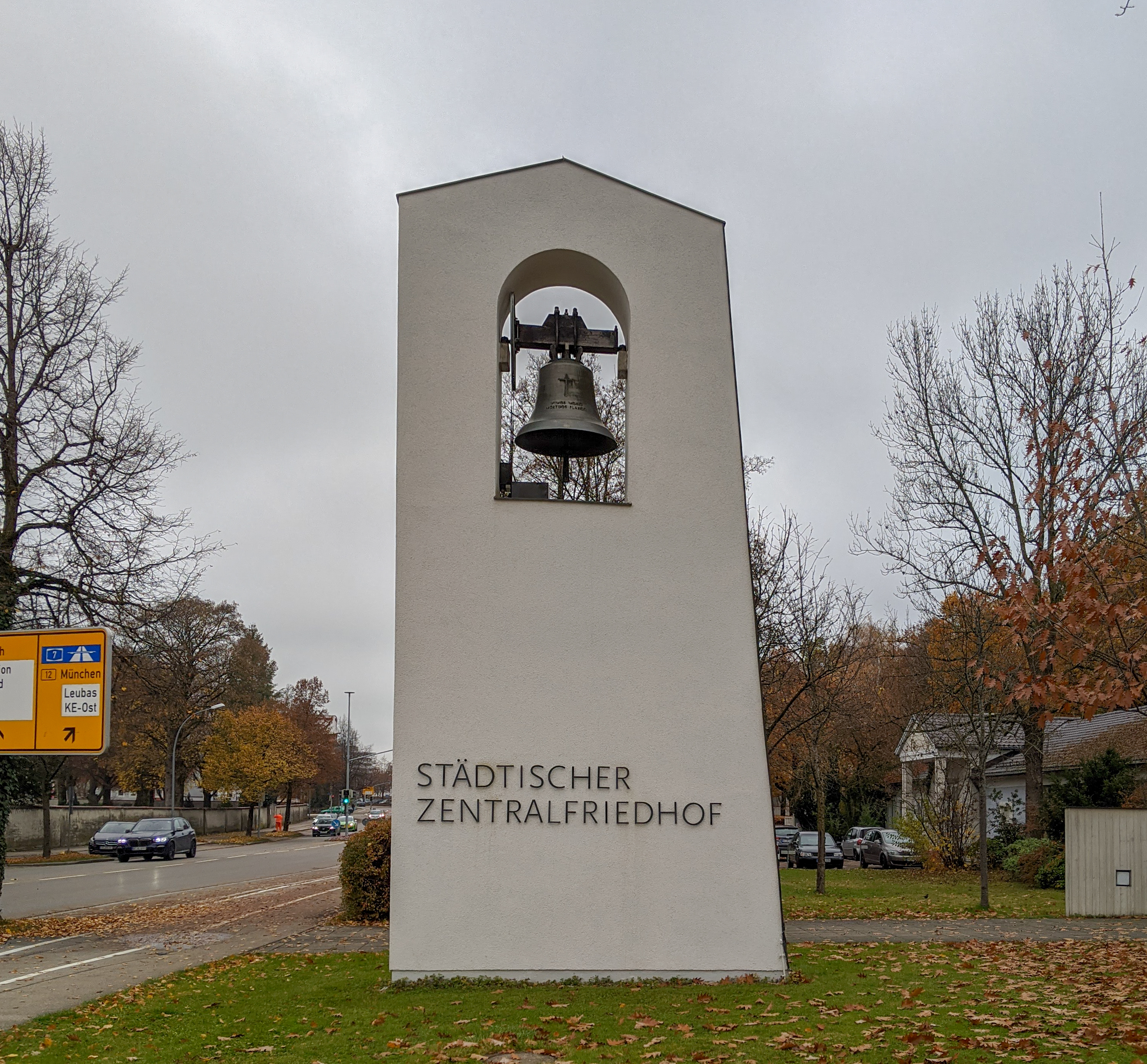
Freistehender Glockenturm des Zentralfriedhofs am Straßenrand

Der Zentralfriedhof in Kempten (Allgäu) befindet sich links der Iller in der Nähe des Katholischen Friedhofs an der Rottachstraße. Der Zentralfriedhof ist keiner Konfession gebunden und unterliegt der Stadtverwaltung. Bestattet werden also Personen jeglichen Glaubens. Mit einer Fläche von 81.740 m² ist es der größte Friedhof Kemptens.

## Geschichte
Ab 1930 zeichnete sich ab, dass die bisherigen Friedhöfe im Stadtgebiet bald nicht mehr ausreichen könnten. Nach dem Zweiten Weltkrieg kamen rund 10.000 Flüchtlinge und Vertriebene nach Kempten, womit die Bevölkerungsanzahl rasch wuchs. Ab 1957 wurde daraufhin der Zentralfriedhof angelegt. Schrittweise wurde der Friedhof erweitert. 1961 ist die Leichenhalle eingeweiht worden, zehn Jahre später folgte die dazugehörige Aussegnungshalle mit Glockenturm an der Rottachstraße. Die künstlerische Gestaltung hierfür übernahm Heinz Schubert. Die Errichtung des Christopherusbrunnens nach dem Entwurf von Maximilian Rueß in zentraler Lage des Friedhofs bildete einen künstlerischen Abschluss im Jahr 1975. Der Brunnen wurde 2012 restauriert.
1999 und 2005 war die Anlage vom Hochwasser betroffen. 2020 entstand in Folge des zunehmenden Leerstandes des Friedhofs eine Diskussion zur Bestattung von Haustieren auf dem Gelände des Zentralfriedhofs.

## Grabstätten bekannter Persönlichkeiten
- Heinz Schubert (1912–2001), Maler, Grafiker und Zeichner
- Gerhard Winkler (1906–1977), Komponist von Unterhaltungsmusik
- Hans Wachter (1931–2005), Bildhauer